# Yevgueni Vulf
Yevgueni Vladímirovich Vulf (translitera del cirílico Евгений Владимирович Вульф; 25 de mayojul./ 6 de junio de 1885greg. - 21 de diciembre de 1941 ) fue un botánico, ecólogo, y fitogeógrafo, conocido también por su abreviatura botánica Wulff. ucraniano-ruso, que trabajó en Crimea, y obtuvo su grado de Ph.D. de la Universidad de Viena en 1910.
En 1932, publicó una monografía fitogeográfica, que se tradujo al inglés y publicado en Occidente póstumamente.
Wulff falleció en 1941 en el Sitio de Leningrado - muerto por esquirlas de una bomba.

## Algunas publicaciones
- 1925. «Рослинність східної яйли Криму, меліорація та господарське використання» "La vegetación de la meseta oriental de Crimea, recuperación y utilización"

- 1927. Ареал и возраст [Aire y Edad]. Труды по прикладной ботанике, генетике и селекции 17 (4): 515—538

- 1932. Введение в историческую географию растений [Presentación de la geografía histórica de plantas]. Moscú: Сельхозгиз

- 1934. Опыт деления земного шара на растительные области на основе количественного распределения видов [Ensayo de división del globo terrestre en dominios vegetales según distribución cuantitativa de especies]. Труды по прикладной ботанике, генетике и селекции 1 (2): 3—67

- 1936. Историческая география растений [Geografía histórica vegetal]. Moscú; Leningrado: Издательство АН СССР

- 1937. Полиплоидия и географическое распространение растений [ Poliploidia y distribución geográfica vegetal]. Успехи современной биологии 7 (2): 161—197

- 1944. Историческая география растений. История флор земного шара [Geografía histórica de plantas. Historia de la flora terrestre]. Moscú; Leningrado: Издательство АН СССР

### Libros
- 1932.  Introduction to the Historical Geography of Plants. Bull. of Applied Botany, of Genetics and Plant Breeding. 355 pp.

- 1943.  An introduction to historical plant geography. Traducción autorizada por Elizabeth Crissenden; prologado por Elmer D. Merrill. Ed. Waltham, Mass. Chronica Botanica Co. xv + 223 pp. : ils. cartas[4]

## Honores

### Epónimos
- (Fabaceae) Cytisus wulffii V.I.Krecz.[5]

- (Fabaceae) Chamaecytisus wulffii (V.I.Krecz.) Klásk.[6]

- (Orchidaceae) Orchis × wulffiana Soó[7]

- (Rosaceae) Rosa wulffii (Tackholm) Fagerl.[8]

- La abreviatura «E.Wulff» se emplea para indicar a Yevgueni Vulf como autoridad en la descripción y clasificación científica de los vegetales.[9]